# Aphyllanthe de Montpellier
Aphyllanthes monspeliensis
Genre
Espèce
Classification phylogénétique
Statut de conservation UICN

 LC  : Préoccupation mineure
L'aphyllanthe de Montpellier (Aphyllanthes monspeliensis), ou œillet bleu de Montpellier est une espèce de plante méditerranéenne. Elle appartient à la famille des Liliaceae selon la classification classique, ou à celle des Asparagaceae (optionnellement celle des Aphyllanthaceae) selon la classification phylogénétique APG II. Cette espèce est la seule actuellement acceptée du genre Aphyllanthes.
C'est l'une des plantes les plus caractéristiques des garrigues de la Méditerranée occidentale, où elle fleurit abondamment au printemps, formant des touffes rappelant les joncs. Les fleurs sont bleues, très rarement blanches.
Son nom signifie en grec « fleur sans feuilles ». Les feuilles sont en effet réduites à des gaines membraneuses à la base des tiges. Elle est appelée « jonça » ou « junça » en catalan et « Bragalon » (prononcer « bragalou ») en occitan.
Elle est surnommée localement "herbe à lièvres" et est très appréciée des chevaux, des ovins et des caprins.
Son parfum est inexistant, son goût est légèrement sucré.

## Synonymes
- Aphyllanthes juncea Salisb.
- Aphyllanthes cantabrica Bubani

### Aphyllanthes
- (en) Catalogue of Life : Aphyllanthes L. (consulté le 30 mars 2023)
- (fr) Tela Botanica (France métro) : Aphyllanthes
- (en) NCBI : Aphyllanthes (taxons inclus)
- (en) GRIN : genre Aphyllanthes  L. (+liste d'espèces contenant des synonymes)

### Aphyllanthes monspeliensis
- (en) Catalogue of Life : Aphyllanthes monspeliensis L. (consulté le 15 décembre 2020)
- (fr) Tela Botanica (France métro) : Aphyllanthes monspeliensis  L., 1753
- (en) NCBI : Aphyllanthes monspeliensis (taxons inclus)
- (en) UICN : espèce Aphyllanthes monspeliensis (consulté le 5 juillet 2019)
- (en) GRIN : espèce Aphyllanthes monspeliensis  L.